# طقسوس برقوقي عريض الأوراق
طقسوس برقوقي عريض الأوراق (الاسم العلمي:Cephalotaxus latifolia) هو نوع من النباتات يتبع جنس الطقسوس البرقوقي من الفصيلة الطقسوسية.